# Karolina Matylda Hannoverská
Karolina Matylda Britská (dánsky: Caroline Mathilde; 22. července 1751, Londýn – 10. května 1775, Celle) byla díky sňatku s králem Kristiánem VII. v letech 1766 až 1772 dánská a norská královna.
Karolina Matylda, nejmladší dcera Frederika, prince z Walesu, a princezny Augusty Sasko-Gothajské, která se narodila až po smrti svého otce, byla vychována v rodinné atmosféře mimo královský dvůr. V patnácti letech se provdala za svého bratrance, krále Kristiána VII. Dánského a Norského, který trpěl duševní chorobou a ke své ženě byl po celou dobu manželství chladný. Měla dvě děti, budoucího Frederika VI. a Luisu Augustu, jejímž biologickým otcem mohl být německý lékař Johann Friedrich Struensee.

## Biografie
Karolina Matylda byla poslední z devíti dětí prince z Walesu Fridricha Ludvíka (1707–1751) a jeho manželky Augusty Sachsen-Gotha (1719–1772) a tedy sestrou krále Velké Británie Jiřího III. z rodu kurfiřtů brunšvických (hannoverských). Narodila se jako pohrobek, až čtyři měsíce po smrti svého otce (20. března 1751).

### Manželství

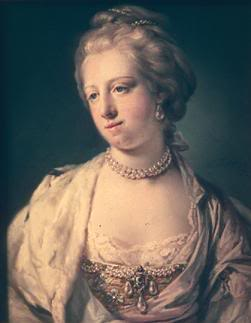
Karolina Matylda Hannoverská na portrétu Francise Cotese

V patnácti letech byla Karolina Matylda provdána za svého bratrance, dánského krále Kristiána VII., třebaže Karolinin starší bratr, britský král Jiří III., měl z tohoto spojení obavy, neboť se vědělo o ženichově duševní chorobě. Sňatek byl motivován snahou o posílení moci Dánska pomocí blízkých rodinných vztahů obou královských dvorů. Sňatek per procurationem (v zastoupení) se uskutečnil 1. října 1766 v St James's Palace v Londýně, vlastní svatební obřad obou partnerů pak 8. listopadu téhož roku v paláci Christiansborg v Kodani. V roce 1767 byl manželský pár v kostele paláce Christiansborg korunován.
Kristián trpěl duševní chorobou, asi lehčí formou schizofrenie, vzniklou v průběhu dětství v důsledku špatného zacházení ze strany jeho okolí. Soužití manželského páru bylo pro mladou královnu proto velmi nešťastné. Vedla na kodaňském královském dvoře osamělý život, neboť celý její britský doprovod se musel vrátit zpět do Anglie, zatímco král dával veřejně najevo, že o svou ženu nemá zájem. Již před jejich sňatkem vedl král Kristián bouřlivý život plný excesů a orgií. Jednou z jeho nejbližších přítelkyň byla prostitutka Anna Cathrine Benthagen, jež ho s dalšími společníky doprovázela při návštěvě bordelů a byla hlavní postavou rvaček s policií. Tajná státní rada nakonec rozhodla o její deportaci do Wandsbecku v Holštýnsku, kde obdržela roční penzi 400 riksdalerů. Přes tyto nešťastné okolnosti se za 14 měsíců po svatbě, 28. ledna 1768, Karolině Matyldě narodil syn, pozdější král Frederik VI. (1768–1839). V květnu téhož roku byl král státní radou poslán na dlouhou cestu po Evropě se zastávkami v Altoně (dnes městská část Hamburku), Paříži a Londýně. Karolina Matylda zatím strávila léto na zámku Frederiksborg se svým synkem.
Král se vrátil do Kodaně 12. ledna 1769 a přivezl s sebou německého lékaře Johanna Friedricha Struensee, s nímž se seznámil v Altoně. Struensee dokázal zvládat chorobu krále, jenž se na něho stále více spoléhal. Záhy pak se stal pro krále, který byl absolutním vládcem, nepostradatelným nejen jako lékař, nýbrž i jako politický rádce a brzo i první ministr. Struensee byl po dobu 16 měsíců de facto vládcem Dánska ve jménu krále. Po počáteční nedůvěře královny vůči němu získal Struensee i její přízeň. K tomu přispělo, že na podzim roku 1769 úspěšně očkoval prince Frederika proti hrozící nákaze neštovicemi při epidemii, jež zasáhla Kodaň. Po krátkém čase, a to pravděpodobně na jaře roku 1770, se stal Struensee královniným milencem. 7. července 1771 se Karolině Matyldě narodila dcera Luisa Augusta, a třebaže král uznal otcovství, panovalo všeobecné mínění, že jejím skutečným otcem je Struensee.

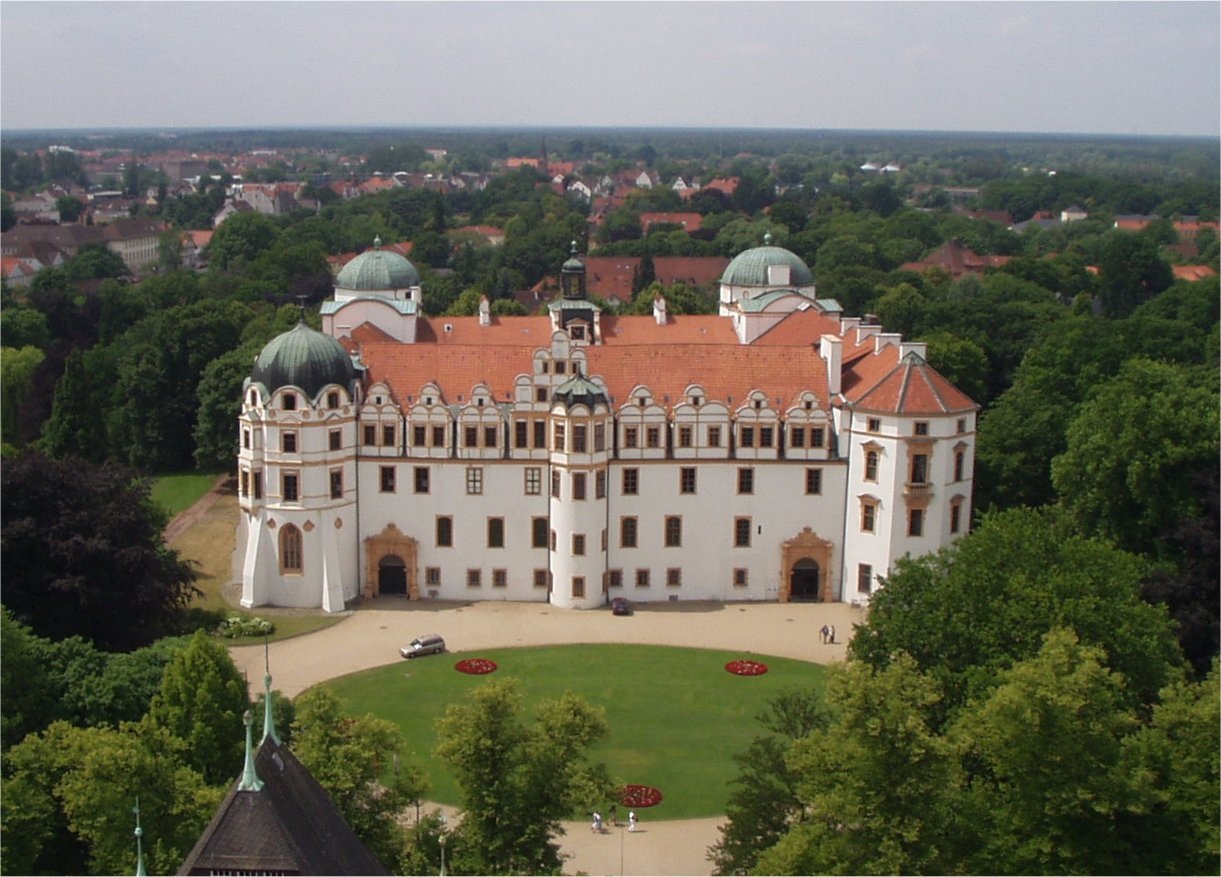
Zámek v Celle, místo vyhnanství Karoliny Matyldy

Románek královny a Struenseeho trval do ledna roku 1772, kdy byl Struensee svými protivníky z okruhu královny-vdovy Juliany Marie, nevlastní matky Kristiána VII., obviněn z urážky majestátu pro milostný poměr s Karolinou Matyldou. Hlavním důvodem bylo ale nepřátelství, které si Struensee v kruzích dosud vládnoucí aristokracie způsobil svými početnými a zčásti překotnými liberálními reformami. Po krátkém procesu byl Struensee odsouzen k smrti. Kristián VII. podepsal tento rozsudek – údajně proto, že ho přesvědčili o tom, že Struensee plánoval jeho zavraždění. Poprava se uskutečnila 28. dubna 1772.
Karolina Matylda přiznala svůj poměr se Struenseem a byla uvězněna na hradě Kronborg v Helsingøru. Její manželství s Kristiánem bylo 6. května anulováno a po jednáních s jejím bratrem, britským králem Jiřím III., byla 28. května 1772 deportována do hannoverského Celle. Titul královny Dánska a Norska jí však byl ponechán. Nikdy se již nemohla vrátit do Dánska, aby viděla své děti. Její bratr Jiří III. jí ani nedovolil návrat do rodné Anglie. Za tři roky (10. května 1775, v necelých 24 letech) v Celle zemřela na spálu, pravděpodobně v důsledku epidemie ve městě. Rakev s jejími ostatky byla uložena v kryptě kostela Panny Marie v Celle. Karolina Matylda je tak jedinou dánskou královnou od doby Kristiána III., jíž bylo odepřeno právo posledního odpočinku v katedrále v Roskilde.

### Potomci
Dne 1. října 1766, v 15 letech, se Karolina Matylda provdala za dánského krále Kristiána VII. Z jejich manželství vzešly dvě děti:
- Frederik (28. ledna 1768 – 3. prosince 1839), jako Frederik VI. v letech 1808 a 1839 dánský král a mezi lety 1808 až 1814 král norský, ⚭ 1790 Marie Hesensko-Kasselská (28. října 1767 – 21. března 1852)
- Luisa Augusta (7. července 1771 – 13. ledna 1843), ⚭ 1786 Frederik Kristián II. Šlesvicko-Holštýnsko-Sonderbursko-Augustenburský (28. září 1765 – 14. června 1814). Oficiálně uznána dcerou krále, předpokládá se však, že jejím biologickým otcem byl Johann Friedrich Struensee.

## Odraz v umění
V roce 2012 byl příběh Karolínina manželství s duševně chorým králem a vztahu s lékařem Johanem Struenseem zfilmován v evropském (Dánsko/Švédsko/Česko) koprodukčním snímku Královská aféra.

## Vývod z předků
|                              |                                          |  |                           |                                     |  |  |  |  |  |  |  | Arnošt August Brunšvicko-Lüneburský |
|                              |                                          |  |                           |                                     |  |  |  |  |  |  |  |                                     |
|                              | Jiří I.                                  |  |                           |                                     |  |  |  |  |  |  |  |                                     |
|                              |                                          |  |                           |                                     |  |  |  |  |  |  |  |                                     |
|                              |                                          |  |                           | Žofie Hannoverská                   |  |  |  |  |  |  |  |                                     |
|                              |                                          |  |                           |                                     |  |  |  |  |  |  |  |                                     |
|                              | Jiří II.                                 |  |                           |                                     |  |  |  |  |  |  |  |                                     |
|                              |                                          |  |                           |                                     |  |  |  |  |  |  |  |                                     |
|                              |                                          |  |                           | Jiří Vilém Brunšvicko-Lüneburský    |  |  |  |  |  |  |  |                                     |
|                              |                                          |  |                           |                                     |  |  |  |  |  |  |  |                                     |
|                              | Žofie Dorotea z Celle                    |  |                           |                                     |  |  |  |  |  |  |  |                                     |
|                              |                                          |  |                           |                                     |  |  |  |  |  |  |  |                                     |
|                              |                                          |  |                           | Éléonore Desmier d'Olbreuse         |  |  |  |  |  |  |  |                                     |
|                              |                                          |  |                           |                                     |  |  |  |  |  |  |  |                                     |
|                              | Frederik Ludvík Hannoverský              |  |                           |                                     |  |  |  |  |  |  |  |                                     |
|                              |                                          |  |                           |                                     |  |  |  |  |  |  |  |                                     |
|                              |                                          |  |                           | Albrecht II. Braniborsko-Ansbašský  |  |  |  |  |  |  |  |                                     |
|                              |                                          |  |                           |                                     |  |  |  |  |  |  |  |                                     |
|                              | Jan Fridrich Braniborsko-Ansbašský       |  |                           |                                     |  |  |  |  |  |  |  |                                     |
|                              |                                          |  |                           |                                     |  |  |  |  |  |  |  |                                     |
|                              |                                          |  |                           | Žofie Markéta Oettingenská          |  |  |  |  |  |  |  |                                     |
|                              |                                          |  |                           |                                     |  |  |  |  |  |  |  |                                     |
|                              | Karolina z Ansbachu                      |  |                           |                                     |  |  |  |  |  |  |  |                                     |
|                              |                                          |  |                           |                                     |  |  |  |  |  |  |  |                                     |
|                              |                                          |  |                           | Jan Jiří I. Sasko-Eisenašský        |  |  |  |  |  |  |  |                                     |
|                              |                                          |  |                           |                                     |  |  |  |  |  |  |  |                                     |
|                              | Eleonora Sasko-Eisenašská                |  |                           |                                     |  |  |  |  |  |  |  |                                     |
|                              |                                          |  |                           |                                     |  |  |  |  |  |  |  |                                     |
|                              |                                          |  |                           | Johana ze Sayn-Wittgensteinu        |  |  |  |  |  |  |  |                                     |
|                              |                                          |  |                           |                                     |  |  |  |  |  |  |  |                                     |
| Karolina Matylda Hannoverská |                                          |  |                           |                                     |  |  |  |  |  |  |  |                                     |
|                              |                                          |  |                           |                                     |  |  |  |  |  |  |  |                                     |
|                              |                                          |  | Arnošt I. Sasko-Gothajský |                                     |  |  |  |  |  |  |  |                                     |
|                              |                                          |  |                           |                                     |  |  |  |  |  |  |  |                                     |
|                              | Fridrich I. Sasko-Gothajsko-Altenburský  |  |                           |                                     |  |  |  |  |  |  |  |                                     |
|                              |                                          |  |                           |                                     |  |  |  |  |  |  |  |                                     |
|                              |                                          |  |                           | Alžběta Žofie Sasko-Altenburská     |  |  |  |  |  |  |  |                                     |
|                              |                                          |  |                           |                                     |  |  |  |  |  |  |  |                                     |
|                              | Fridrich II. Sasko-Gothajsko-Altenburský |  |                           |                                     |  |  |  |  |  |  |  |                                     |
|                              |                                          |  |                           |                                     |  |  |  |  |  |  |  |                                     |
|                              |                                          |  |                           | August Sasko-Weissenfelský          |  |  |  |  |  |  |  |                                     |
|                              |                                          |  |                           |                                     |  |  |  |  |  |  |  |                                     |
|                              | Magdaléna Sibyla Sasko-Weissenfelská     |  |                           |                                     |  |  |  |  |  |  |  |                                     |
|                              |                                          |  |                           |                                     |  |  |  |  |  |  |  |                                     |
|                              |                                          |  |                           | Anna Marie Meklenbursko-Schwerinská |  |  |  |  |  |  |  |                                     |
|                              |                                          |  |                           |                                     |  |  |  |  |  |  |  |                                     |
|                              | Augusta Sasko-Gothajská                  |  |                           |                                     |  |  |  |  |  |  |  |                                     |
|                              |                                          |  |                           |                                     |  |  |  |  |  |  |  |                                     |
|                              |                                          |  |                           | Jan VI. Anhaltsko-Zerbstský         |  |  |  |  |  |  |  |                                     |
|                              |                                          |  |                           |                                     |  |  |  |  |  |  |  |                                     |
|                              | Karel Anhaltsko-Zerbstský                |  |                           |                                     |  |  |  |  |  |  |  |                                     |
|                              |                                          |  |                           |                                     |  |  |  |  |  |  |  |                                     |
|                              |                                          |  |                           | Žofie Augusta Holštýnsko-Gottorpská |  |  |  |  |  |  |  |                                     |
|                              |                                          |  |                           |                                     |  |  |  |  |  |  |  |                                     |
|                              | Magdalena Augusta Anhaltsko-Zerbstská    |  |                           |                                     |  |  |  |  |  |  |  |                                     |
|                              |                                          |  |                           |                                     |  |  |  |  |  |  |  |                                     |
|                              |                                          |  |                           | August Sasko-Weissenfelský          |  |  |  |  |  |  |  |                                     |
|                              |                                          |  |                           |                                     |  |  |  |  |  |  |  |                                     |
|                              | Žofie Sasko-Weissenfelská                |  |                           |                                     |  |  |  |  |  |  |  |                                     |
|                              |                                          |  |                           |                                     |  |  |  |  |  |  |  |                                     |
|                              |                                          |  |                           | Anna Marie Meklenbursko-Schwerinská |  |  |  |  |  |  |  |                                     |
|                              |                                          |  |                           |                                     |  |  |  |  |  |  |  |                                     |